# عمر أمين (لاعب كريكت)
عمر أمين (16 أكتوبر 1989 في باكستان - ) (بالأردية: عمر امین) (بالإنجليزية: عمر امین) هو لاعب كريكت باكستاني. شارك مع منتخب باكستان للكريكت. أما مع النوادي، فقد لعب مع اسلام اباد يونايتد ‏ وQuetta Gladiators ‏.

## وصلات خارجية
- عمر أمين على موقع إي آس بي آن كريك إنفو (الإنجليزية)